# وراچانتسی
وراچانتسی (به بلغاری: Vrachantsi) یک منطقهٔ مسکونی در بلغارستان است که در شهرستان دوبریچکا واقع شده‌است.